# كريس فون كرسنشتاين
فريدريش فرايهر كريس فون كرسنشتاين (بالألمانية: Friedrich Freiherr Kress von Kressenstein) ، من مواليد 24 أبريل 1870 ، وتوفي بتاريخ 16 أكتوبر 1948 ، وهو جنرال ألماني من نورنبرغ. وقد كان عضو في جماعة الضباط الألمان الذين ساعدوا في إدارة الجيش العثماني أثناء الحرب العالمية الأولى.
وكان فون كرسنشتاين كان جزءاً من بعثة اوتو ليمان فون ساندرز العسكرية إلى تركيا. هذه البعثة الألمانية وصلت تركيا قبيل اندلاع الحرب العالمية الأولى.
وقد التحق بجيش جمال پاشا في فلسطين كمهندس عسكري ولاحقاً كرئيس أركان. وكانت المهمة التي أناطها بجمال باشا الزعيم التركي أنور پاشا هي الاستيلاء على أو قطع قناة السويس. هذا المجهود سـُمِي حملة ترعة السويس الأولى وقد حدث في يناير 1915. كرس فون كرسنشتاين كان مسئولاً عن صناعة قوارب خاصة لعبور القناة (جسور طافية pontoons) وكذلك تنظيم عبور صحراء سيناء. وبينما تم عبور الصحراء بأقل خسائر بشرية، فإن البريطانيين كانوا يعلمون بمقدمهم ولذلك كان هجومهم على السويس غير مفاجئ للمدافعين عنها. وقد تم صد الأتراك بسهولة. وبعد يومين من القتال، انسجبوا. الجسور الطافية التي اخترعها كريس فون كرسنشتاين لم يـُتـَح لها فرصة الاستخدام.
فون كرس والبارون لاگر، قائد رفيع نمساوي، 1916
طائرات دورية ألمانية (هي الآن بالقرب من مزارع أحشياكميم) معسكر كريس فون كرسنشتاين وقد تحطمت شمال شرق غزة
وقد مر أكثر من عام عندما حاول الأتراك مرة أخرى الهجوم على قناة السويس. وبينما قاد جمال باشا الحملة من قاعدته في دمشق, فقد قاد كرس فون كرسنشتاين جيشاً أكبر عبر صحراء سيناء، مرة أخرى. هذا الهجوم اصطدم بتحصينات دفاعية بريطانية حصينة في رمانة، على بعد 40 كم شرق القناة. جهـَّـز الجيش العثماني هجوماً كبيراً set-piece على رمانة، وخططوا لشنه في 3 أغسطس 1916 (انظر معركة رمانة للشرح التفصيلي). الجوم تم دحره وللمرة الثانية انسحب الجيش العثماني إلى قواعده في فلسطين.
رد البريطانيون بهجوم مضاد. فاستولوا على بعض القواعد التركية الصغيرة في سيناء، وبنوا سكة حديد وخط أنابيب مياه عبر الصحراء، ثم شنوا هجوماً على القاعدة العثمانية في غزة. وقد كان كريس فون كرسنشتاين مسئولاً عن الدفاعات العثمانية متشاركاً مع الجنرال التركي طلعت باي. في معركة غزة الأولى (مارس 1917)، تمت هزيمة الإنجليز، وكان ذلك بدرجة كبيرة راجع إلى أخطائهم. وفي معركة غزة الثانية في أبريل 1917، هـُـزِم البريطانيين مرة أخرى، ويعود سبب النصر في بدرجة كبيرة لكريس فون كرستنشتاين.
نحـَّى الإنجليز جنرالاتهم الفاشلين واستبدلوهم بالجنرال اللنبي. وقد استبدل العثمانيون كذلك قيادتهم العليا، محضرين رئيس أركان السابق لعموم الجيش الألماني، جنرال فون فالكنهاين. كريس فون كرسنشتاين ظل قائداً للجيش العثماني الثامن المدافع عن غزة وقد كوفئ بأعلى وسام في پروسيا، Pour le Mérite.
وفي نوفمبر 1917, حطـَّـم البريطانيون بقيادة الجنرال اللنبي المواقع الدفاعية العثمانية في معركة بير سبع ومعركة غزة الثالثة. وقد تمكن كريس فون كرسنش
تاين من سحب قواته المهزومة بشكل منظم بدرجة معقولة إلى مواقع دفاعية جديدة في الشمال.
وفي منتصف عام 1918, مع انهيار التحالف العثماني الألماني، اُرسـِل كريس فون كرسنشتاين على رأس قوة ألمانية صغيرة إلى جورجيا، التي كان الألمان يحمونها بعد استقلالها. وقد ساعد على إحباط غزو الجيش الأحمر لأبخازيا.
وقد تقاعد من الجيش الألماني في 1929 وتوفي في ميونيخ في 1948.
وقد كتب على الأقل ورقة بحث بعنوان 'The Campaign in Palestine from the Enemy's Side' التي نـُشِرت في جورنال Royal
United Services Institute

## وصلة خارجية
- Online version of My Mission in Caucasus